# Santianes (Pravia)

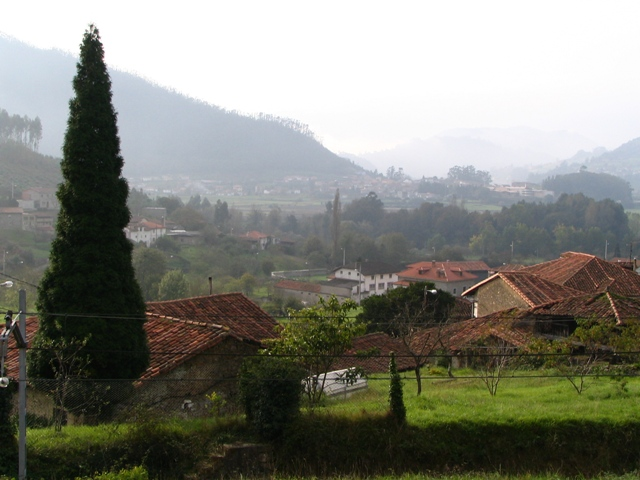
Vista de Santianes

Santianes és una parròquia del conceyu asturià de Pravia. Allotja una població de 631 habitants (INE Arxivat 2016-03-03 a Wayback Machine., 2011)i ocupa una extensió de 9,16 km².

## Geografia
- Altitud: 190 msnm
- Posició (latitud/longitud): 43° 28′ 59″ N, 6° 7′ 0″ O / 43.48306°N,6.11667°O

## Economia
Se explota econòmicament, per fabricar pasta de cel·lulosa, la fusta dels eucaliptus. També disposa de ramaderia bovina minifundista a la vora del Riu Nalón.

## Barris
- Bances
- Los Cabos
- Santianes

## Turisme
Com arquitectura tradicional més destacada es troben els clàssics hórreos i paneres asturians de fusta de castanyer.
L'Església de Sant Joan, d'estil preromànic, fou construïda en el segle viii durant el regnat de Silo I d'Astúries i la seua esposa Adossenda, que feren Santianes capital del regne espanyol.

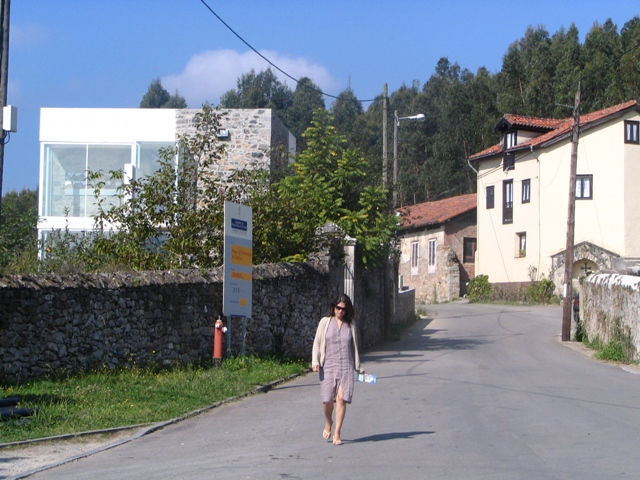
Museu Santianes

Al municipi també existeix un modern Museu, inaugurat el juliol de 2007, al costat de l'església. També cal destacar el Rincón de las Aves (Racó de les Aus) que és un petit zoològic amb una àmplia varietat d'aus: faisans, guatlles, perdius, anàtids, grues i espècies exòtiques.
En els voltants del poble s'hi troben la Ruta del Agua, el Castro de Doña Palla, el Pic Mirabeche...